# Detlev von Reventlow (Propst)
Detlev von Reventlow (* 23. August 1654 auf Schmoel; † 4. November 1701) war Propst der Klöster in  Preetz und Schleswig und seit 1693 Träger des Dannebrog-Ordens.

## Herkunft
Seine Eltern waren der dänischen Kanzler für die deutschen Landesteile Detlef Reventlow (1600–1664) und dessen Ehefrau Christine Rantzau (* 1618; † 2. Mai 1688). Der dänische Premierminister Conrad von Reventlow war sein Bruder.

## Leben
Detlev von Reventlow war Herr der Adligen Güter Hohenfelde, Kollmar, Quarnbek und Schmoel.
Er war Königlicher Geheimer Konferenz-, Etats- und Landrat sowie Propst des Klosters Preetz und des St.-Johannis-Klosters vor Schleswig.
Er heiratete  November 1676  Dorothea von Ahlefeldt († 1720). Das Paar hatte vier Kinder:
- Heinrich (* 1678; † 13. Januar 1732)
- Detlef (* 1680; † 10. Mai 1755), Geheimer Rat und Gesandter ⚭ Anna Magaretha von Jessen (* 6. September 1681; † 16. September 1744)[1]
- Christine Magdalene (1676–1713)

⚭ Cai von Rantzau-Neuhaus (1650–1704)
⚭ 1704 Georg Heinrich von Görtz (1668–1719)
- Katharina (* 1682; † 9. April 1716) ⚭ Heinrich von Buchwaldt (* 24. März 1673; † 30. März 1717)[2] Landrat, Herr auf Pronstorf